# Tyler Tardi
Tyler Tardi (ur. 10 sierpnia 1998) – kanadyjski curler, mistrz świata juniorów, złoty medalista igrzysk olimpijskich młodzieży.

## Udział w zawodach międzynarodowych
W latach 2017–2019 był skipem juniorskiej męskiej reprezentacji Kanady.

### Wyniki
- mistrzostwa świata juniorów
  - 2017 – 5. miejsce
  - 2018 – 1. miejsce
  - 2019 – 1. miejsce
- igrzyska olimpijskie młodzieży
  - 2016:
    - miksty – 1. miejsce (jako trzeci w drużynie Mary Fay)
    - pary mieszane – 4. miejsce